# Sergio Padrón
Pour les articles homonymes, voir Padrón.
Sergio José Padrón Moreno (né le 5 décembre 1933 à La Havane) est un footballeur cubain reconverti en entraîneur.

## Biographie

### Carrière en club
En 1949, il fait ses débuts dans les catégories de jeunes du Club Deportivo España avant de passer par le Juventud Asturiana puis, dans les années 1950, il rejoint le Deportivo San Francisco, son club de cœur, avec lequel il est sacré champion de Cuba en 1955. Au début des années 1960, il a l'occasion de porter le maillot d'Industriales. En 1965, il remporte le championnat avec La Habana.

### Carrière en sélection
Auteur de neuf sélections en équipe de Cuba (aucun but marqué), Padrón dispute les éditions 1955 et 1957 de la Coupe CCCF,. Il fait également partie du groupe sélectionné pour participer à la Coupe CCCF de 1961 au Costa Rica, même s'il ne prend part à aucune rencontre de ce tournoi. En revanche, il dispute quatre matchs des éliminatoires de la Coupe du monde 1966.

### Carrière d'entraîneur
Devenu entraîneur en 1966, sa carrière reste associée à l'équipe de Cuba de football, d'abord comme adjoint du sélectionneur nord-coréen Kim Yong Ha, puis comme sélectionneur tout court à partir de 1971. Il y reste six ans, période au cours de laquelle il remporte la médaille d'or aux Jeux d'Amérique centrale et des Caraïbes de 1974 à Santo Domingo. Mais son plus grand succès reste la qualification aux Jeux olympiques de 1976 à Montreal.
Padrón a également l'occasion de diriger la sélection cubaine lors de la Coupe des nations de la CONCACAF 1971 (4e place) ainsi que durant les qualifications à la Coupe du monde 1978 (élimination face à Haïti).

## Palmarès

### Joueur
- Deportivo San Francisco :
  - Champion de Cuba en 1955.

- La Habana :
  - Champion de Cuba en 1965.

### Entraîneur
- Cuba :
  - Vainqueur des Jeux d'Amérique centrale et des Caraïbes en 1974.